# Občanská plovárna
Zaniklá Občanská plovárna (U plovárny 337/1, Praha 1) je dnes jen památkově chráněná budova přímo u řeky mezi ulicí U Plovárny, Čechovým mostem a úsekem ulice nábřeží Edvarda Beneše v Praze (katastrálně spadá pod Holešovice, ale jako adresa je často uváděna Malá Strana). 

## Historie plovárny

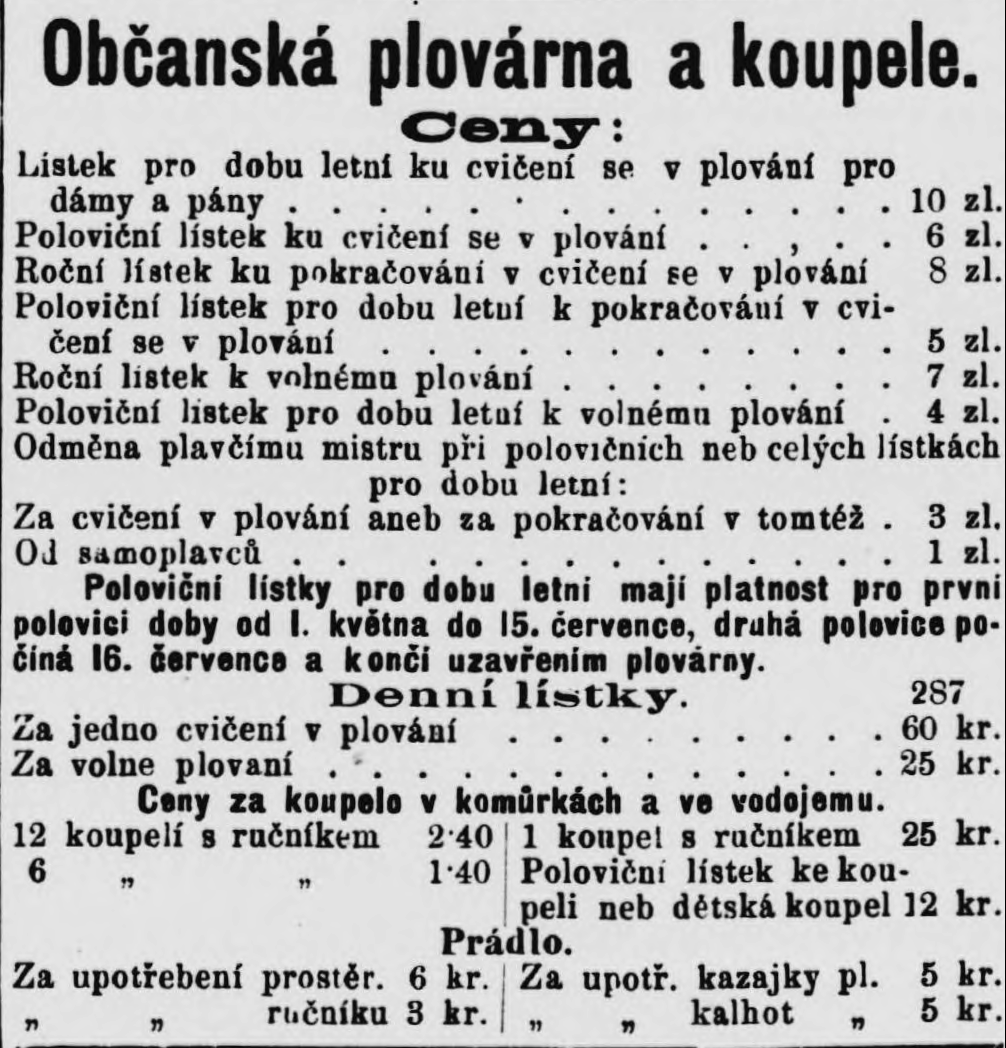
Občanská plovárna, ceník 1880

### Před vznikem plovárny
Před založením plovárny byla v místě rozsáhlá zahrada. V roce 1600 ji Marie Manriquezová de Lara, manželka Vratislava z Pernštejna, darovala i s kostelíkem sv. Michala jezuitské koleji sv. Klementa, od té doby se nazývala Jesuitská zahrada. Po zrušení řádu byl kostelík zbořen a zahrada roku 1786 prodána Františku Bartonimu. Ostatní původní budovy byly zbořeny později při stavbě Strakovy akademie.
Ještě před založením Občanské plovárny v roce 1840 vznikla v roce 1811, přímo v místě dnešní zahrady Strakovy akademie, vojenská plovárna. Šlo pravděpodobně o nejstarší plovárnu v tehdejším Rakousku (ve Vídni vznikla plovárna roku 1812 a pro srovnání, v Berlíně až roku 1817). Zakladatelem této první plovárny byl jistý setník Arnošt z Pfuolu. Jeho motivací bylo, aby vojsko umělo plavat, a plovárnu zpřístupnil také veřejnosti. Ovšem soužití vojáků a veřejnosti nebylo dobré, docházelo k potyčkám a tato situace posléze vyústila v založení nové akciové Občanské plovárny.

### Vznik a využívání jako plovárna
Občanská plovárna byla otevřena 7. července 1840 a v roce 1876 k ní byly přistavěny šatny a restaurace. O tom svědčí datum 1876 na severovýchodním průčelí. Pražská obec plovárnu zakoupila v roce 1906. Obec ji nejprve provozovala ve vlastní režii, v roce 1924 ji počala pronajímat; nejprve Amatérskému plaveckému klubu.
Plovárna sloužila svému účelu, včetně plavecké školy, do šedesátých let. Její konec byl způsoben ochlazením vltavské vody (kvůli stavbě vltavské kaskády) a také budováním populárních krytých bazénů.  

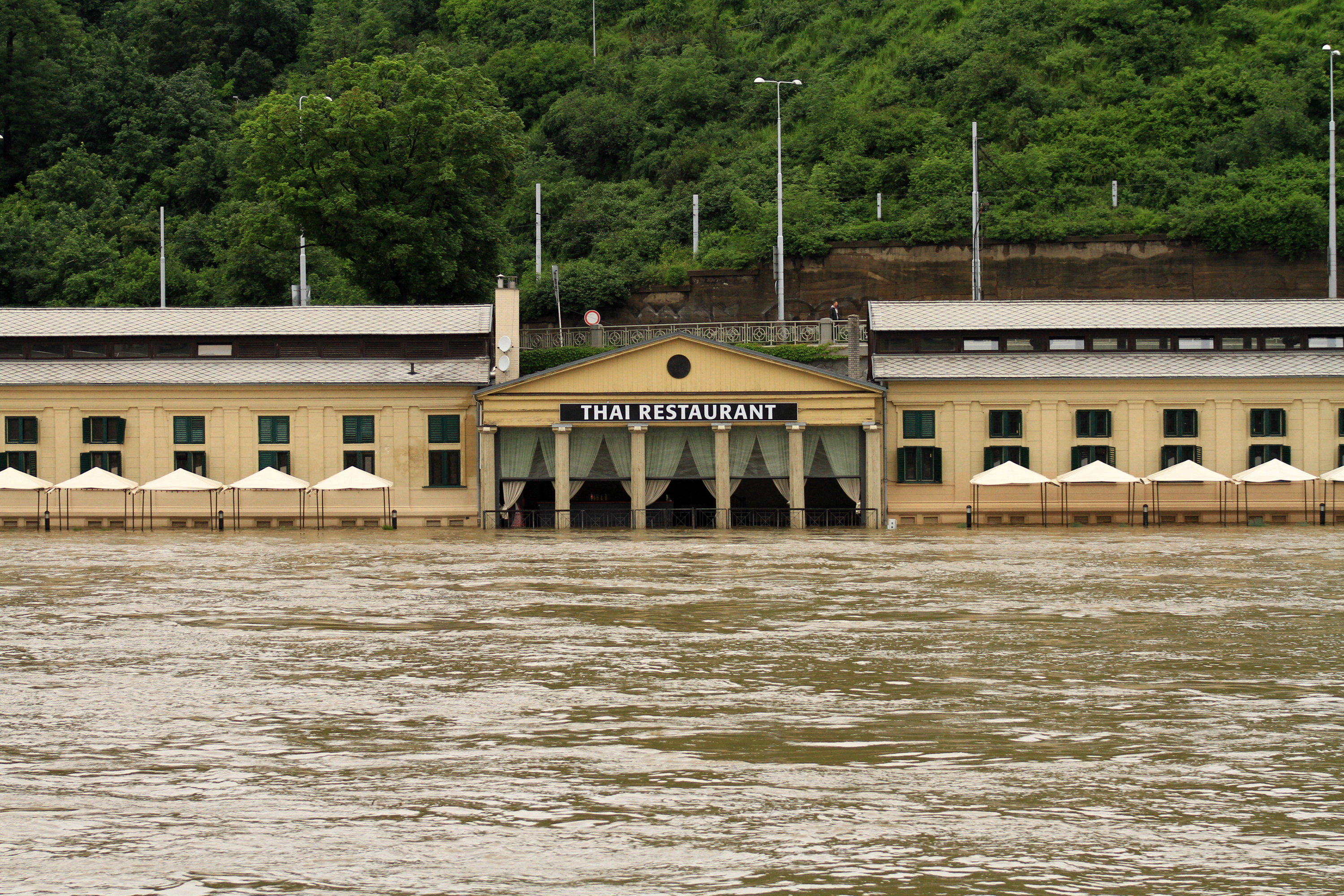
Plovárna v době povodní v červnu 2013

### Budova z roku 1840
Budovu navrhl ve stylu klasicismu architekt Josef Kranner. Vlastní bazény plovaly na vorech a budova sloužila jako zázemí. Od roku 1869 plovárnu staroměstským lépe zpřístupnila nedaleká Rudolfova lávka. Název ulice U plovárny, procházející kolmo k Vltavě mezi plovárnami, pochází z roku 1901.

### Využití po roku 1989
Od roku 1998 zde Česká televize pravidelně natáčí talk show Na plovárně s Markem Ebenem.
Po povodních v roce 2002 nájemce budovu zrekonstruoval, podle svého mínění s ohledem na její historickou hodnotu. Občanské sdružení Ateliér pro životní prostředí však v roce 2003 upozornilo pražský magistrát a v roce 2004 Ministerstvo kultury ČR na devastační opravy Občanské plovárny.

## Kasino
Podle tiskové zprávy MHMP v roce 1992 město schválilo pronájem firmě BIG-HAM s. r. o., tehdy zastoupené českými vlastníky. Firma BIG-HAM ji v roce 1996 (dle informace MHMP) nebo 1995 (dle informace provozovatele kasina) v souladu se smluvními podmínkami pronajala dále firmě Royal Admiral Yacht Club a. s., která v něm provozuje luxusní River club casino. Smlouva s firmou BIG-HAM byla původně uzavřena do roku 2012 s opcí na dalších 20 let za roční nájemné 600 tis. Kč.
Protože nové vedení města shledalo původní smlouvu nevýhodnou, jednalo o změně a v únoru 2004 dohodlo navýšení nájemného o 100 %, na 1,38 milionu Kč ročně, a navíc povinnost nájemce investovat postupně 70 milionů do objektu poškozeného povodní v roce 2002. Návrh na změnu smlouvy předožil radě města radní Pavel Klega (ODS) a rada ji schválila v čele s primátorem Pavlem Bémem. Radní Pavel Klega rovněž podle tiskové zprávy magistrátu uvedl, že nájemce, společnost BIG-HAM, věnuje každoročně Praze 2 miliony Kč na obecně prospěšné účely.
V roce 2004 v samém centru Prahy, v ulici Na Příkopech, zaútočil atentátník bombou na majitele Casina Royal Praha Assafa Abutbula. Podle policie šlo v případě atentátu o vyřizování účtů mezi majiteli casin, kteří v nich údajně perou špinavé peníze.
Podle spekulací Večerníku Praha a deníku Právo byl Assaf Abutbul napojen na finanční skupinu provozující kasino v Občanské plovárně. Royal Admiral Yacht Club jakékoliv své kontakty s kasinem Na Příkopech popřel. Royal Admiral Yacht Club a. s. a BIG-HAM s. r. o. údajně podle Večerníku Praha jsou vzájemně majetkově propojené, se zahraniční majetkovou účastí, a jako společný člen představenstev obou společností byl médii uveden občan Izraele Avraham Tikva. Společnost Royal Admiral Yacht Club a. s. byla v letech 2000–2002 vlastněna holandskou společností, jejíž akcionáři byli občané Izraele. V roce 2002, po povodních, odkoupila BIG-HAM i RAYC britská společnost a na vlastní náklady budovu zrekonstruovala.
V souvislosti s tím vznikl tlak, aby město nepronajímalo své budovy k provozu kasin, primátor Pavel Bém označil za chybu příliš mírné zákony a činnost ministerstva financí, které provoz kasin povoluje. V rámci této kampaně došlo i k medializaci záležitostí týkajících se Občanské plovárny, které jinak unikaly veřejné pozornosti. Vedoucí představitelé města konstatovali, že nájemce smluvní podmínky neporušuje, a obrátili se dopisem na premiéra, ředitele BIS a ministra vnitra, aby posoudili bezpečnostní rizika spojená s provozem kasin v objektech pronajatých městem Prahou.
V druhé části budovy jiná společnost, Spearmint Rhino Gentlemen's Club, provozovala v roce 2004 luxusní restaurant s programem. Od 18. listopadu 2006 zřejmě restaurant převzala rovněž společnost BIG-HAM, otevřela jej pod názvem Restaurant & Music club Občanská plovárna.